# Рикакаси
Рикака́си (рос. Рыкакасы, чув. Рыккакасси) — присілок у Чувашії Російської Федерації, у складі Москакасинського сільського поселення Моргауського району.
Населення — 111 осіб (2010; 150 в 2002, 116 в 1979; 117 в 1939, 166 в 1897, 176 в 1858). Національний склад — чуваші, росіяни.

## Історія
Історична назва — Сундир-пось. Утворився як околоток села Ахманеї. До 1866 року селяни мали статус державних, займались землеробством, тваринництвом, бондарством, слюсарством, виробництвом хліба. 1931 року утворено колгосп «Ударник». До 1920 року присілок перебував у складі Татаркасинської волості Козьмодемьянського, а до 1927 року — Чебоксарського повіту. 1927 року присілок переданий до складу Татаркасинського району, 1939 року — до складу Сундирського, 1962 року — до складу Чебоксарського, 1964 року — до складу Моргауського району.

## Господарство
У присілку діє клуб.